# بيتر جونستون (لاعب دوري الرغبي)
بيتر جونستون (بالإنجليزية: Peter Johnston)‏ هو لاعب دوري الرغبي أسترالي، ولد في 4 أبريل 1963.